# OpenMosix
openMosix je v informatice označené pro modifikaci jádra Linuxu, která umožňovala vytvoření počítačového clusteru. Nadstavba openMosix přebírá kontrolu nad procesy například při použití systémového volání fork(), což umožňuje využití této technologie bez nutnosti úpravy zdrojového kódu. Díky tomu bylo možné snadno dosáhnout vyššího výkonu přesunutím nových procesů na ostatní volné počítače zapojené v clusteru. Nadstavba openMosix se skládala ze záplaty pro jádro operačního systému, obslužných programů, openMosix démona a OpenMosix kolektoru (sbírá z pracujících nodů data). V současné době není openMosix již dále vyvíjen.
Nástupcem openMosix je projekt LinuxPMI.